# Острём, Карл-Эрик
Карл-Эрик Острём (швед. Karl-Erik Åström; 18 апреля 1924, Швеция — 9 декабря 1993) — шведский лыжник, двукратный чемпион мира.

## Карьера
На чемпионат мира-1950 в Лейк-Плэсиде стал двукратным чемпионом. В гонке на 18 км он показав время 1:06,16 на 12 секунд опередил, ставшего вторым, своего партнёра по команде Энара Йосефссона. В эстафетной гонке вместе с Нильсом Теппом, Мартином Лундстрёмом и Энаром Йосефссоном почти на 2 минуты обогнал, завоевавших серебро финнов.
Других значимых достижений на международном уровне не имеет, в Олимпийских играх никогда не участвовал.